# Jerzy Kawalerowicz
Jerzy Franciszek Kawalerowicz (Gwoździec, 19 gennaio 1922 – Varsavia, 27 dicembre 2007) è stato un regista e sceneggiatore polacco.

## Biografia
Di origine armena per parte di padre (il cognome della famiglia paterna originariamente era Kavalarian), dal 1946 al 1949 studiò all'Accademia di Belle Arti di Cracovia. Ha iniziato la sua carriera come aiuto regista nel 1947. Il suo primo lungometraggio, Gromada, fu stroncato dalla critica alla sua uscita nel 1952. Due anni più tardi diresse il dittico composto da Celuloza e Pod gwiazdą frygijską, considerato uno dei migliori prodotti cinematografici del realismo socialista.
Al periodo della cosiddetta Scuola polacca, invece, appartengono i film Il treno della notte (Pociąg) e Madre Giovanna degli Angeli (Matka Joanna od Aniołów), che valsero al regista diversi premi e il successo internazionale. Nel 1966 diresse il film Il faraone (Faraon) che fu candidato all'Oscar al miglior film in lingua straniera.
Oltre a essere un regista, fu il fondatore e primo capo di Stowarzyszenie Filmowców Polskich (Associazione dei registi polacchi; 1966). Dal 1980 al 2007 fu professore nella Scuola Nazionale di Cinema, Televisione e Teatro di Łódź (PWSFTViT). È stato anche dottore honoris causa alla Sorbona e al PWSFTViT di Łódź.
Fu sposato con l'attrice Lucyna Winnicka.

## Filmografia
- Gromada (1952)
- Celuzoza (1954)
- Pod gwiazda frygijska (1954)
- Cień (1955)
- Prawdziwy koniec wielkiej wojny (1957)
- Il treno della notte (Pociąg) (1959)
- Madre Giovanna degli Angeli (Matka Joanna od Aniołów) (1961)
- Il faraone (Faraon) (1966)
- Un fantastico gioco (Gra) (1968)
- Maddalena (1971)
- Śmierć prezydenta (1977)
- Spotkanie na Atlantyku (1980)
- Austeria (1983)
- Jeniec Europy (1989)
- Bronsteins Kinder (1990)
- Za co? (1996)
- Quo vadis (2001)